# Ответ защитников Ханко барону Маннергейму
Ответ защитников Ханко барону Маннергейму — контр-пропагандистская письмо-листовка в духе письма запорожцев, которое 10 октября 1941 года гарнизон советской военно-морской базы Ханко написал в ответ на предложение Маннергейма о сдаче в плен.
Листовку по заданию политуправления базы готовили сотрудники газеты «Красный Гангут»: текст — поэт Михаил Дудин, рисунки — художник Борис Пророков.
Ответ не предполагался к публикации и даже выходу за пределы гарнизона, но, будучи замечен Ольгой Берггольц, текст был включён корреспондентом Ростиславом Июльским в очерк о защитниках Ханко, напечатанный в газете «Комсомольская правда» за 14 ноября 1941 года, и стал широко известен.

## Текст
- Ниже текст дан по публикации 1941 года в газете «Комсомольская правда»[К 1], где, в отличие от оригинала — два слова заменены[К 2], одна строка пропущена.

Его высочеству, прихвостню хвоста её светлости кобылы императора Николая,
сиятельному палачу финского народа, светлейшей обер-шлюхе
берлинского двора, кавалеру бриллиантового, железного и соснового креста,
барону фон Маннергейму.
Тебе шлём мы ответное слово.
Намедни соизволил ты удостоить нас великой чести, пригласив к себе в плен. В своём обращении, вместо обычной брани, ты даже льстиво назвал нас доблестными и героическими защитниками Ханко. 
Хитро загнул, старче...
Всю тёмную холуйскую жизнь ты драил господские зады не щадя языка своего. Ещё под августейшими ягодицами Николая Кровавого ты принял боевое крещение.
Но мы народ не из нежных, и этим нас не возьмёшь. Зря язык утруждал. Ну хоть потешил нас, и на этом спасибо тебе, шут гороховый.
Всю жизнь свою проторговав своим телом и совестью, ты, как измызганная старая проститутка, торгуешь молодыми жизнями финского народа, бросив их под вонючий сапог Гитлера. Прекрасную страну озёр ты залил озёрами крови. 
Так как же ты, грязная сволочь, посмел обращаться к нам, смердить наш чистый воздух?!
Не в предчувствии ли голодной зимы, не в предчувствии ли взрыва народного гнева, не в предчувствии ли окончательного разгрома фашистских полчищ ты жалобно запищал, как загнанная крыса?!
Короток наш разговор:

Сунешься с моря — ответим морем свинца!
 
Сунешься с земли — взлетишь на воздух! 

Сунешься с воздуха — вгоним в землю!
Красная Армия бьёт с востока, Англия и Америка — с севера, и не пеняй, смрадный Иуда, когда на твоё приглашение мы — героические защитники Ханко — двинем с юга! 
Мы придём мстить. И месть эта будет беспощадной!
До встречи, барон.
Гарнизон советского Ханко.
(здесь в публикации строка пропущена)

Месяц октябрь, число 10, год 1941.

## История создания

### Предыстория
Оборона Ханко, отрезанного от основных войск Красной Армии, длилась 164 дня. Маннергейм несколько раз обещал сломить гангутцев: вначале в трёхднёвный срок, но изменил его на три недели. Потом была названа дата — 1 августа, затем — 1 сентября, а гангутцы не только не сдавались, но и переходили в наступление, захватывая острова вокруг полуострова.
Сторонами велась активная пропаганда. Противник вёл на переднем крае радиопередачи (хотя первая такая попытка 11 июля кончилась тем, что миномётчики 8-й бригады сожгли домик с радиопередатчиком), забрасывал листовки. Со стороны советской базы на Ханко контрпропаганду вела газета «Красный Гангут», выпустившая около тридцати листовок.
Во вторник 7 октября 1941 года на Ханко наступила необычная тишина. Финны прекратили обстрел, затихли и защитники полуострова. На финской стороне, вдоль переднего края обороны, включились мощные громкоговорители и по всему полуострову была слышна речь, но это была не брань, ежедневно изрыгаемая на переднем крае финскими радиорупорами: «Доблестные защитники Ханко!» — такими необычными словами начиналось послание. Далее шла характеристика существующего положения гарнизона защитников Ханко, с указанием даже мелких бытовых деталей, о которых все знали, но предпочитали молчать. В обращении барон заверял гангутцев, что высоко ценит их воинскую доблесть, но, поскольку положение безнадёжно, призывал прекратить сопротивление и сдаться в плен.

Стиль обращения Маннергейма был психологически точно рассчитан на людей, измученных тяжелыми боями, оторванных от родины, томившихся в неизвестности. Эта серьёзная речь старого человека резко отличалась от ежедневной болтовни финских пропагандистов, обещавших «райскую жизнь» в плену. Даже предложение фельдмаршала о сдаче в плен включало в себя чувство уважения к тем, кто его слушал, а слушали все. Заключение обращения было жестким — два дня на размышление.

 Даже сегодня, через 62 года, плохая звукозапись этого обращения производит сильное впечатление.— Леонид Васильевич Власов — российский писатель, профессор, единственный русский биограф К. Маннергейма, биография в серии «ЖЗЛ», 2005
Обращение произвело эффект, как вспоминал командующий обороной передового рубежа КВФ Генерал-лейтенант С. И. Кабанов:

После выступления Маннергейма народ зашушукался. Мой комиссар Арсений Львович Раскин заявил, что положение очень сложное, надо срочно нейтрализовать это выступление, отвлечь внимание людей к нему. Было решено подготовить листовку «Ответ барону Маннергейму».

### Подготовка ответа
Листовку по заданию политуправления базы готовили сотрудники газеты «Красный Гангут»: текст — начинающий поэт Михаил Дудин — литсотрудник газеты, младший сержант, ещё с финской войны служивший на Ханко во взводе артиллерийской разведки 335 стрелкового полка; рисунки — художник Борис Пророков — художник при политотделе 255 бригады Морской пехоты.
По воспоминаниям Бориса Пророкова начальник политотдела бригадный комиссар П.И. Власов созвал у себя небольшое совещание работников политотдела и редакции. Он сказал, что необходимо что-то противопоставить вражеской пропаганде. По словам Пророкова именно Власову принадлежала идея дать ответ в духе письма запорожцев турецкому султану.
Михаил Дудин вспоминал, что указание не стесняться в выражениях дал полковой комиссар А.Л. Раскин, улыбаясь добавивший: «Бояться нам нечего, цензор с полуострова уже эвакуировался!».
Первый вариант текста, по словам С.И. Кабанова — сплошная матерная ругань — был забракован, в печать пошёл второй вариант.
Листовка была напечатана 10 октября в виде довольно большого листа (23 х 39 см) и повторяла композицию знаменитой картины «Ответ запорожских казаков султану».
По воспоминаниям Дудина, на первой тысяче экземпляров послания рисунки были подкрашены, а орнамент позолочен. Точный тираж листовки неизвестен, Дудин говорил, что напечатали несколько тысяч экземпляров.
На следующий день листовка вместе с газетой была разослана во все подразделения. Бойцы переписывали и заучивали наизусть её текст, а рисунок повторяли через копирку, передавали друг другу.
Листовка издавалась только на русском языке. Как указал Дудин, на финский язык текст не переводили что поскольку это был ответ Маннергейму, то в этом не было необходимости — адресат, будучи бывшим царским офицером, прекрасно знал русский язык.
Как отмечал в мемуарах член Военного совета Балтийского флота Н. К. Смирнов — письмо-листовка Маннергейму выполнила свою роль: «Ханковцы с презрением смеялись над главарём финских фашистских войск», но предназначалась она скорее для своих бойцов — для поднятия их духа, и в качестве контрпропаганды, при этом выход листовки за пределы полуострова Ханко и её дальнейшая популярность стали полной неожиданностью: «В итоге тайна нашей переписки с Маннергеймом была нарушена, хотя произошло это и не по нашей вине».

## Публикация в газете «Комсомольская правда»
В октябре 1942 года от газеты «Комсомольская правда» корреспондент Ростислав Июльский и фотограф Борис Кудояров на тральщике No 215 участвовали в первом балтийском походе эскадры адмирала В. П. Дрозда, которая заходила и на остров Ханко, тогда-то они и познакомились с листовкой-ответом Маннергейму.
По воспоминаниям Ростислава Июльского, когда в конце октября он вернулся из похода в блокадный Ленинград, то первым кто его встретил была Ольга Берггольц, знавшая Михаила Дудина как молодого поэта, и обратившая внимание на привезённую Июльским с полуострова листовку: «несколько раз её перечитывала и всякий раз принималась заливисто смеяться: „Ай да ханковцы! Ай да Миша!“». Июльский в воспоминаниях подчёркивал, что его очерк о ханковцах удался именно благодаря той встрече с Берггольц.
14 ноября 1941 года в «Комсомольской правде» № 268 был опубликован очерк Р. Июльского «Ханко смеётся над вами, барон!» в котором и был приведён текст ответа-листовки.
Текст в газете, однако, был приведён с двумя купюрами: два слова — заменены на более литературные, одна строка — пропущена.

## Популярность ответа
Ответ благодаря публикации в газете получил всесоюзную известность. Перед этим защита острова Ханко широко освещалась газетами и радио, и при этом часто именно в форме писем-ответов. Так, как раз незадолго до появления публикации в «Комсомольской правде» — 2 ноября 1941 года — в центральном органе ЦК партии газете «Правда» было опубликовано «Письмо защитников полуострова Ханко героическим защитникам Москвы», а за день до публикации — 13 ноября 1941 года — все газеты и радио опубликовали «Ответ защитников Москвы защитникам Ханко».
При этом среди ленинградцев, на флоте и в войсках фронта ответ ханковцев был известен и до публикации в газете. О листовке рассказывали вернувшиеся с Ханко моряки и лётчики ВВС Балтийского флота. Например, находившийся в блокадном Ленинграде П. И. Капица в дневнике за 2 ноября 1941 года оставил запись о том, что вернувшиеся с Ханко катерники показывали ему «озорную листовку, похожую на письмо запорожцев турецкому султану, написанную в ответ на призыв бывшего царского конюшего барона Маннергейма сдаваться в плен».
Ответ стал легендарным, став в один ряд со стихами «Ленинградцы, дети мои» Джамбула Джабаева и «Убей его!» К. Симонова.
Вначале такая популярность письма была встречена политуправлением фронта негативно, в феврале 1942 года, Борис Пророков писал в письме жене по поводу листовки-ответа:

…Листовка, которую тебе Семен стыдится показать, очевидно, ответ Маннергейму. Этот ответ сочинил я с Дуднным (поэтом нашим и моим земляком). На полуострове она имела бурный успех. Военный совет КБФ, однако, всыпал нам за это и приказал не распространять её впредь, а авторов назвали вульгарными. Впоследствии это сгладилось, так как листовка, говорят, очень понравилась Жданову и Ворошилову, а главное, Сталину. Так что все успокоились, хотя нас уже поругали за то, что мы маловато её распространили.— из письма Бориса Пророкова жене, Ленинград, 17 февраля 1942
В дальнейшем отношение командования к листовке изменилось, факт участия в подготовке ответа-листовки был даже отмечен в представлениях авторов на боевые награды.
Художник Борис Пророков за работу по выпуску листовок на Ханко в 1942 году был награждён медалью «За отвагу», но и в 1944 году эта работа была отмечена в наградном листе на Орден Красной Звезды: «В период героической защиты Ханко … являлся организатором выпуска плакатов, листовок и политических карикатур мобилизующих личный состав на боевые подвиги».
В наградном листе от 1945 года на награждение автора текста — гвардии старшего лейтенанта поэта Михаила Дудина Орденом Отечественной войны II степени среди перечисления заслуг было особо отмечено: «составил известное письмо гангутцев Маннергейму».

## Критика
По ядреной крепости и смачности выражений письмо Маннергейму не уступало письму турецкому султану. Художник Борис Пророков красочно и хлестко оформил ответ Маннергейму.— Литературный журнал «Нева» — Орган Союза писателей РСФСР и Ленинградской писательской организации, 1981

Язвительное, соленое словцо в сочетании с убийственно злым рисунком были достойной отповедью гитлеровскому вассалу.— сатирический журнал «Крокодил», 1978
Ещё задолго до окончания войны — в 1943 году — С. Я. Маршак обратил внимание на ответ-листовку как на образец удачного использования народного фольклора:

Мы ещё не научились подслушивать и улавливать тот устный юмор, которым так богат наш народ, а народ на войне в особенности. Улавливать и подслушивать не для подражания и механической переработки фольклора, а для того, чтобы заразиться задором, горячностью, силой и непосредственностью, которая так радует нас в ответном письме защитников Ханко барону Маннергейму.— С. Маршак - О нашей сатире, Газета «Литература и искусство» № 29 за 17 июля 1943 года
В 1960-х годах Б. Н. Путилов заметил в форме текста пародию на царский манифест:

По содержанию и форме письмо своеобразно. Оно по некоторым своим чертам напоминает письмо запорожцев турецкому султану. В то же время в нём пародируется царский манифест. Тем самым в письме ярко раскрывается холуйская роль, которую Маннергейм играл сначала при дворе Николая II, а затем у Гитлера. Xарактеристика этой роли, как и всего письма в целом, раскрыта уже в обращении— Б.Н. Путилов, советский и российский фольклорист, заведующий сектором фольклора Института русской литературы РАН
Д. Т. Хренков отметил удачный выбор формы, с учётом обстоятельств и читателя:

Дудину присуще удивительное чувство форм! умение безошибочно угадать настроение читателя. Именно потому он взял тогда за образец нашего ответа известное письмо запорожцев турецкому султану. Форма была найдена счастливо. Но и сам текст заслуживал внимания. В нём была терпкость и лихость. И ещё молодецкая удаль. Дело, конечно, в том, что в выборе выражений стесняться не приходилось. Ругать можно по-всякому. Дудин сделал Маннергейма посмешищем, и это определило силу удара. Смех был лучшим выражением наше Силы.— Д.Т. Хренков, главный редактор «Лениздата», 1976
Высокую оценку сатирической листовке, отметив и её выдающуюся роль, дал И. П. Абрамский — один из создателей и первый художественный редактор сатирического журнала «Крокодил»:

Остроиздевательский сатирический текст напоминал классическое послание запорожцев турецкому султану, сочинение которого изображено в знаменитой картине И. Е. Репина. Смех — оружие сильного. В данном случае — морально сильного … и ей суждено было завоевать огромную популярность в частях армии и флота. Она осталась одним из ярких образцов высокого, эмоционального накала нашей сатирической пропаганды в дни войны.— И.П. Абрамский
Николай Тихонов, который ещё перед войной опубликовал стихи присланные служившим в Выборге начинающим поэтом Дудиным, не пожалел, что открыл ему дорогу в литературу:

Вот уж такое письмо написали, что дальше некуда. Если бы принести это письмо в музей и прочесть запорожцам, что на репинской картине, то и они бы разразились таким грохотом, что снова в Стамбуле услыхали бы, ей-богу. Молодец Миша Дудин.— Тихонов, Николай Семёнович
Высоко оценивается в целом вся творческая работа сатирического отдела военной газеты «Красный Гангут», но письмо-листовка выделяется из их творчества:

Их ставшее легендарным «письмо Маннергейму», составленное в стиле письма запорожских казаков турецкому султану, злые, бьющие наповал карикатуры, которые Пророков вырезал на линолеуме, сорванном с пола заброшенного дома, а Дудин сопровождал язвительными стихами, вошли в историю фронтовой газеты как замечательные образцы подлинного мужества и сознания высокого морального превосходства над врагом.— Журнал Знамя, 1976 год

Интересным эпизодом в жизни Гангута явилась «переписка» с Маннергеймом. Маннергейм и раньше пользовался «вниманием» гангутцев : ему доставалось в «Боевой вахте», к белофиннам забрасывалась листовка, сатирически разоблачавшая Маннергейма («Кто он?»). На этот раз М. Дуднн и Б. Пророков составили более обстоятельное письмо в духе ответа запорожцев турецкому султану.— литературовед В.А. Шошин, «Литературное наследство», 1966
По воспоминаниям Петра Дариенко, один экземпляр листовки каким-то образом оказался у турецкого поэта Назыма Хикмета, и тот, показывая листовку, сказал: «Пожалуй, это только русские могут в минуты жесточайшей опасности быть столь остроумными….».
И спустя 75 лет после публикации «Ответа Маннергейму» — он не забывается:

Приведенный исторический документ — это один из ярких примеров эпистолярного жанра, сложившемся в русском народе, который показывает, как нужно относиться к врагу нашей Родины, в том числе и в момент смертельной опасности: с нескрываемым презрением, с безграничной ненавистью, с яростным отвращением.— В.Н. Борисов, Заслуженный архитектор Республики Крым, Почётный гражданин города Бахчисарая
Сами авторы же относились к нему как весёлому фронтовому случаю: в 1971 году Пророков в письме Дудину писал: «Сегодня же юбилей гангутскому „Ответу Маннергейму“ — тридцать лет. …. Набравшись кое-каких силёнок за лето, прочитал книгу генерала С. И. Кабанова. Правдивая книга и потому печальная. … Но будем думать о весёлых вещах, вроде „Ответа Маннергейму“».

## Публикации
Встречаются утверждения, что текст ответа-листовки после войны не публиковался, якобы, «чтобы не оскорблять финнам память Маннергейма». Однако, это не так.
Текст ответа-листовки полностью приведён в несколько раз публиковавшемся с 1965 года рассказе М.Дудина «Война и дипломатия», причём, даже в более полном виде чем в публикации «Комсомольской правды» 1941 года — в нём присутствует предпоследняя строчка, хотя и с заменой двух слов многоточиями.

В редакции же «Комсомольской правды» 1941 года (без одной строчки) текст полностью приводился и раньше — например, в 1961 году в изданной «Воениздатом», и затем неоднократно переизданной, книге генерала И. И. Федюнинского (в октябре 1941 года — генерал-майор, командующий Ленинградским фронтом).
Текст был опубликован и в переводе на украинский язык — в журнале «Днепр» за 1965 год — текст также в полном виде, с предпоследней строчкой, хотя два слова заменены троеточиями.
В той или иной степени сокращённом виде «Ответ Маннергейму» публиковался многократно, в том числе стал частью художественного произведения — романа Владимира Рудного «Гангутцы», впервые вышедшем в 1952 году и несколько раз переизаданном общим тиражом свыше полумиллиона экземпляров.
Оригинал листовки был неоднократно представлен на выставке «Книга сражается. 1941—1945 гг.»: на самой первой в 1985 году и на юбилейной двадцатой в 2005 году.

## Комментарии
1. ↑  текст цитируется очерку по Р. Июльского — «Ханко смеётся над вами, барон!» // Газета «Комсомольская правда» за 14 ноября 1941 года. Текст доступен на сайте газеты в подшивке за ноябрь 1941 года, с. 43
2. ↑  В оригинале листовки: в фразе «ты драил господские зады не щадя языка своего» вместо слова «зады» — «жопы»; в фразе «ты, как измызганная старая проститутка» вместо слова «проститутка» — «проблядь».
3. ↑  В оригинале на месте пропущенной строки — «Долизывай, пока цела, щетинистую жопу фюрера».